# Canal de la mar del Nord
El Canal de la mar del Nord (en neerlandès Noordzeekanaal), és un canal dels Països Baixos de 21 km que enllaça la mar del Nord amb l'estany IJ. Es va crear per millorar la connexió entre el Port d'Amsterdam i la mar del Nord i disposar d'una millor opció al Canal d'Holanda del Nord, que connecta Amsterdam i Den Helder, i que aviat esdevindria incapaç de respondre a les necessitats del transport naval creixent. El canal de la mar del Nord va ser excavat majoritàriament a mà entre el 1865 i el 1876. Guillem III va inaugurar el canal.

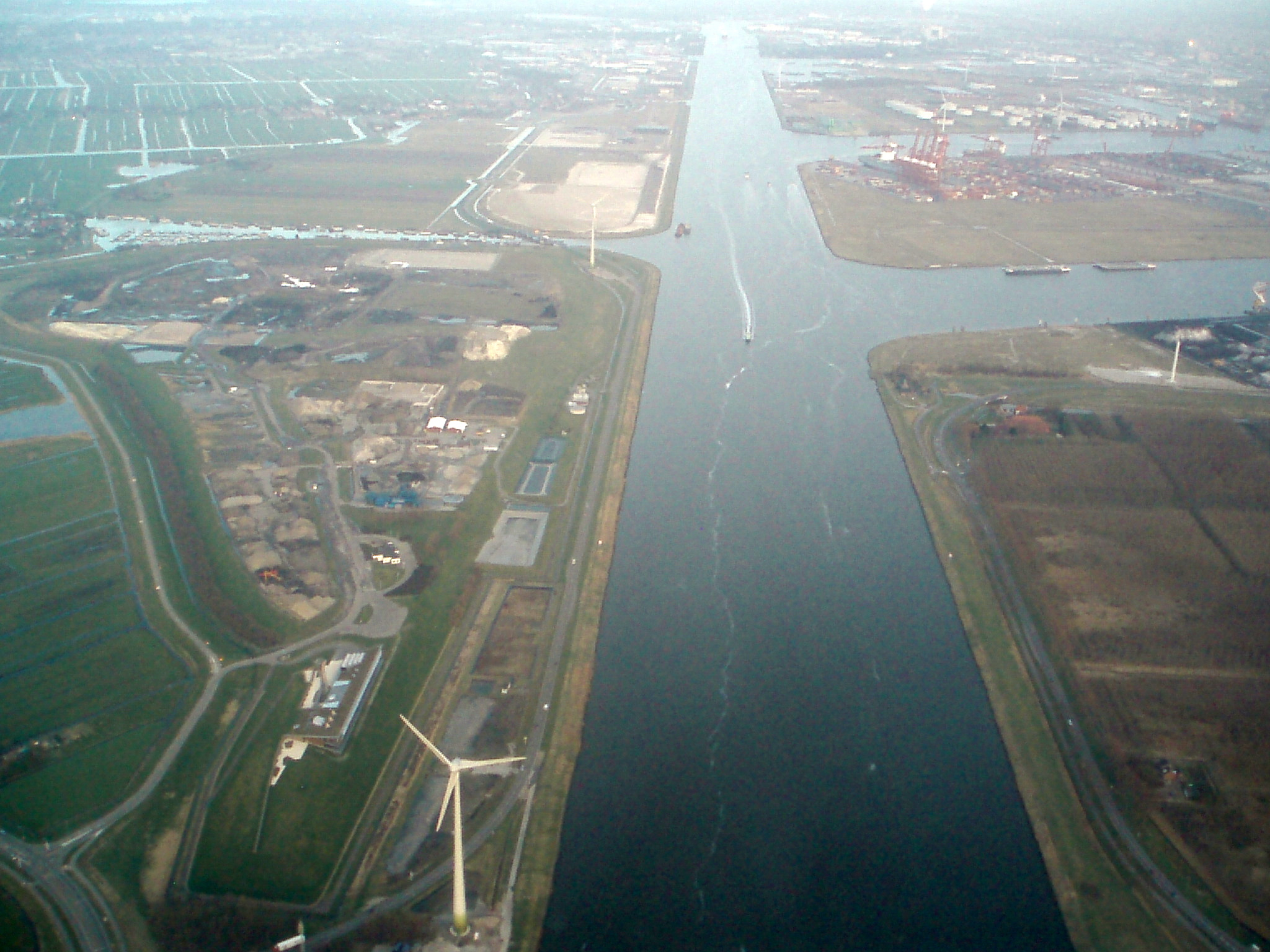
Foto satèl·lit del canal de la mar del Nord
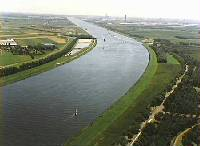
El canal de la mar del Nord a prop de la ciutat d'IJmuiden
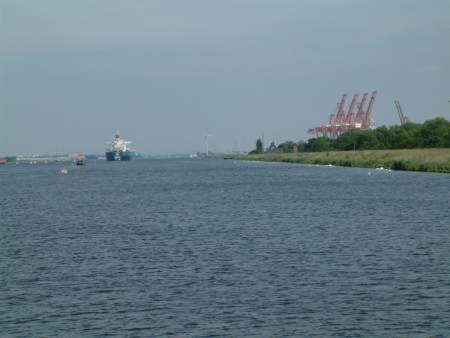
El canal de la mar del Nord, vista de Buitenhuizen a la direcció d'Amsterdam.